# Jaron Siewert
Jaron Siewert (* 31. Januar 1994 in Berlin) ist ein deutscher Handballtrainer, der seit 2020 bei den Füchsen Berlin tätig ist. Seine Laufbahn als aktiver Handballspieler beendete er frühzeitig.

## Karriere

### Als Spieler
Jaron Siewert spielte ab seiner Kindheit Handball bei den Reinickendorfer Füchsen, mit denen er in der B- und A-Jugend viermal deutscher Jugendmeister wurde. Noch als A-Jugendlicher gab der 1,82 Meter große Rückraumspieler im Februar 2013 sein Debüt in der EHF Champions League im Spiel gegen Pick Szeged. Ab der Saison 2013/14 gehört er zum Kader der zweiten Mannschaft der Füchse Berlin, der Profiabteilung der  Reinickendorfer Füchse, die in der 3. Liga spielte. Aufgrund von verletzungsbedingten Ausfällen in der ersten Mannschaft der Berliner kam er in der Saison 2013/14 außerdem in der Handball-Bundesliga zum Einsatz.
Siewert gewann mit der deutschen Junioren-Nationalmannschaft die U-18-Europameisterschaft 2012 in Österreich.

### Als Trainer
Mit Anfang 20 beendete Siewert seine Karriere, um sich auf seine Trainerlaufbahn zu konzentrieren. Ab November 2015 war Siewert als Co-Trainer der DHB-Auswahlmannschaft des Jahrgangs 2000/01 tätig. Weiterhin war er bei den Füchsen Berlin in sämtlichen Jugendaltersklassen als Trainer tätig. Zur Saison 2017/18 übernahm er das Traineramt des Zweitligisten TUSEM Essen. Unter seiner Leitung stieg Essen 2020 in die Bundesliga auf. Im Sommer 2020 übernahm er den Erstligisten Füchse Berlin. Mit den Füchsen gewann er die EHF European League 2022/23.
In der Spielzeit 2024/25 gewann er mit den Füchsen den ersten Meistertitel der Vereinsgeschichte und wurde von den Trainern und Geschäftsführern der Erstligisten zum „Trainer der Saison“ gewählt.
Berater von Siewert ist Ulrich Roth.

## Privates
Siewert ist verheiratet und hat zwei Söhne.